# ولسوالی خوست و فرنگ
ولسوالی «خوست و فِرِنگ» یا حوزهٔ خوست ها ( خوست، فرنگ، گذرگاه نور) از ولسوالی های ولایت بغلان، به مرکزیت شهر دوآبی در شمال‌شرق افغانستان و در دامنه کوه‌های هندوکش قرار گرفته‌است. اسم دو آبی به دلیل قرار داشتن آن بین دو دریا می‌باشد. دوآبی بازار اصلی خرید و فروش مردم خوست می‌باشد. تمام باشنده گان این ولسوالی ها تاجیک ها بوده و به زبان فارسی صحبت می‌کنند. این ولسوالی با ولایات پنجشیر و تخار و ولسوالی های اندراب و نهرین هم سرحد است. خوست ها به دلیل قرار گرفتن آن میان کوه های هندوکش، از طبیعت زیبایی برخوردار است. دانایی و علمیت مردم این ولسوالی زبان زد عام و خاص است که از زمانه های دور بدینسو، این دیار زادگاه شعرا، نویسندگان، ادیبان و شخصیت های بی بدیل بوده است. مردمان این ولسوالی همچنان در عیاری و شجاعت هم نظیر ندارند، درین ویژگی ها مردم خوست شهرت ملی دارند. از مشهور ترین غذا های خوستی ها برنج‌اَو، قتخی و فیلمرغ پلو می باشد. نباید فراموش کرد که مردم این ولسوالی به مهمان نوازی هم مشهور هستند.خوست و فِرِنگ ۱۷۹۹ کیلومترمربع مساحت دارد و سومین ولسوالی بزرگ بغلان می‌باشد. این ولسوالی با ۷۱٬۳۴۵ نفر جمعیت در سال ۱۳۹۹، سومین ولسوالی پر چمعیت ولایت بغلان است.  
شاعر بزرگ ادب پارسی (سوزنی) در وصف این ولسوالی چنین سراییده است؛
خوار باد و خسته دل بدخواه جاه و دولتش
گر به بغداد است و ری یا در طخارستان و «خوست»
الحال حوزه خوست ها؛ متشکل از سه واحد اداری (خوست، فرنگ، گذرگاه نور) می‌باشد که تمام این نواحی بنام واحد (خوست) یاد شده و ساکنین این شهرستان نیز بنام واحد (خوستی) مسمی هستند و دارای ارزش‌های مشترکی می‌باشند.
در تاریخ خوست با ظبطهای مختلف خوست، خوشت، خست، خاست، خاشت و خاس یاد شده‌است.
-یاقوت حموی در کتاب معجم البلدان گوید؛ خوست ناحیتی از نواحی طخارستان و از اعمال بلخ بوده، آنرا یک قصبه و چهار درهٔ سبز و خرم و پر درخت است. و در جایی نیز چنین گفته؛ خوست ناحیتی بوده‌است از بلاد فارس و نزدیک دریا.
-حدود العالم؛ شهرکهایی اند بر حد فرغانه و ایلاق، سامی سبرک، شهرکی است خرم و آبادان. برفکسوم، حنح، و " خوست " شهرکهایی اند با کشت و برز بسیار. و نیز گفته‌است؛ خوست شهرکی است بماوراءالنهر با کشت و برز بسیار و اندک مردم.
-ابو سعید گوید؛ خوست شهرکی بوده از نواحی بلخ و آنرا خَوشت نیز می‌گفتند.
-شهرستان خوست از چند نگاه در تاریخ صفحات شمال قابل تمکین است؛
۱_ به خاطری که بسیاری از آثار تمدن‌های قدیمی درین ناحیه هنوز وجود دارند.
۲_ مخفی‌گاه بسیاری از اقوام و مردم اصیل آریایی است، و هنوز در این محل مردمان به نام‌های سمرقندی‌ها و غیره زندگی می‌کنند که حکایت از این روایت می‌کند.
۳_ در صفحات شمال تنها منطقهٔ است که به روایت تاریخ بنا به نسبت صعب‌العبور بودن دست چنگیز به اینجا نرسیده‌است.
۴_ مردمان این مرز و بوم به حدی مبارز و بی‌باک هستند که احمدشاه مسعود را پناه دادند. و پایگاه دائمی مسعود در خوست بود و بیشتر اوقات را در خوست سپری می‌نمود و به یمن اقامت طولانی او، اینک یکی از واحدهای اداری حوزه خوست بنام گذرگاه نور مسمی است.
۵_ قشون سرخ شوروی هنگام حمله به این ولسوالی متحمل تلفات زیادی شدند که بدون هیچ دست آوردی دوباره اخراج شدند.
۶_ طالبان در زمان حکومت اول شان نتوانستند این ولسوالی را تصرف نکند.
و مردمان خوستی چنان تسخیر ناپذیر و آزادی‌خواه هستند که در شکست نیروهای شوروری نقش برازنده یی داشتند.
عالمان دین، دانشمندان، شاعران، ادیبان و مجاهدین قهرمان و بی نظیر و بی شماری در این دامنه پرورش یافتند که شاهکاری‌ها و کارکردهای شان هنوز زنده است.
-سرزمین سربازان گمنام؛ خستکی‌های جرم بدخشان از خوست بغلان به آن جا رفتند: در بسیاری از سندهای تاریخی، کلمه خُستک یا خُوستک را به معنا بیان می‌کنند که، مردم این دره در پی تحولات تاریخی از منطقه خوست و فرنگ ولایت بغلان به این دره آمده‌اند و نام این دره به نام خُستک و یا «خُوستک» نامگذاری شده‌است. به گواهی مدرک‌های تاریخی در خوست فرنگ ولایت بغلان کسی به نام «نیزک» که فرماندهی بخش از لشکر ابو مسلم خراسانی را به عهده داشت به قطغن آمده و در ساحه قطغن مسکن گزین شده‌است. بر اساس اسناد تاریخی، یکی از نواده‌های نیزک که شخص مالدار بود از قطغن به دره خُستک رفته و به همین لحاظ نام این دره به نام خستک مسما شده‌است.
ساکنین خوستده و فرنگرد شهرستان فرخار استان تخار نیز از باشنده‌های اصلی خوست بغلان هستند.
ز بسکه نسخهٔ تحقیق ما پریشان است
نظر به کاشغر و دل به «خوست» می باشد
پدر بیدل که شغل سپاهی داشته قطعاً از خراسان به هند رفته بوده‌است. پوهاند سرورِ همایون به استناد بابرنامه می‌گفت، بیشتر فرماندهان سپاهِ بابر از همین خوست و فرنگ بودند که امروز جزو بغلان است. پوهاند همایون می‌گفت پس از آنکه بابر به قدرت رسید برای خوستی‌ها هدایای زیادی فرستاد. محمود داداش رستمی در صفحه ۲۰۹ مقاله اش زیر عنوان بیدل در آینه تاریخ می‌نویسد: «بیدل از خوستِ بدخشان از توابع قطغن می‌باشد». او هم به استناد دانشنامه ادب فارسی استدلال می‌کند که «بسیاری از شاعران، عالمان و منصب داران سپاه و مردمان خوست از آن دیار به دربار شاهانِ مغولی شتافتند. اما در مورد خوست اگر شبهه‌ای باشد علامه دهخدا به نقل از معجم البلدان می‌گوید:» خوست . [خ َ] (اِخ) ناحیتی از نواحی طخارستان و از اعمال بلخ، آنرا یک قصبه و چهاردرهٔ سبز و خرم و پردرخت.
به تر دماغی هوش تو جهل می خندد
کز‌اهل هند، عبارات «خوست» می پرسی
ازین دو شعر بیدل نیز دانسته می‌شود که نسبت ایشان به همین دیار (خوست و فرنگ) است.
ابو صالح الحکم بن المبارک خوستی حافظ منسوب به این ناحیه است. او از مالک و حماد بن زید حدیث روایت کرده و ثقه بوده‌است. وی در ملک «ری» به سال (۲۱۳ ه‍.ق) وفات یافت. در مورد ابوصالح خوستی در دایرة المعارف چنین آمده‌است؛ ابو صالح حکم ابن مبارک خوستی از جمله روات ثقه و تبع تابعین و حافظ قرآن کریم و معاصر امام قتیبه، متقی و متورع بوده و از مالک ابن انس و حماد ابن زید اخذ حدیث نموده و عبدالله بن عبدالرحمن سمرقندی و دیگران هم از وی حدیث استماع نموده‌اند. وفاتش به روایت سمعانی در ملک «ری» در سال ۲۱۳ هجری واقع شده‌است.

## جغرافیا
ولسوالی خوست و فِرِنگ به شکل مستطیل است و از شرق با ولایت تخار، از شمال با ولسوالی‌های فرنگ و غارو و گذرگاه نور، از غرب با ولسوالی‌های خواجه هجران و ده‌صلاح و از جنوب با ولسوالی پل حصار و از جنوب شرق با ولایت پنجشیر محدود می‌باشد. خوست و فرنگ مرکز این ولسوالی ۱۳۶ کیلومتر از شهر پلخمری فاصله دارد فایبر نوری در ولسوالی خوست و فرنگ فعال شد فورجی افغان بیسیم کارمه ساخت بندی برقی ۱۶ مگاوات برق.

## آب و هوا
آب و هوای خوست و فِرِنگ سرد و خشک است و متوسط دما ۲ درجه سانتی‌گراد است. گرم‌ترین ماه آن، ماه اسد با ۱۶ درجه سانتی‌گراد و سردترین ماه آن، ماه دلو با ۱۳- درجه سانتی‌گراد می‌باشد. میزان بارش به‌طور میانگین ۷۸۸ میلی‌متر در سال است. مرطوب‌ترین ماه آن، ماه حوت با ۱۹۶ میلی‌متر و خشک‌ترین ماه آن، ماه اسد با ۱۰ میلی‌متر بارندگی است.
| ژ                                                   | ف          | م         | آ        | م        | ژ       | ژ       | آ       | س       | اُ        | ن       | د         |
| ۳۵ ۱۰− ۱۶−                                          | ۱۴۸ ۹− ۱۶− | ۱۹۶ ۰ ۱۱− | ۱۱۵ ۹ ۷− | ۵۲ ۱۵ ۱− | ۱۳ ۲۰ ۴ | ۱۶ ۲۵ ۸ | ۱۰ ۲۶ ۷ | ۲۹ ۲۲ ۴ | ۴۶ ۱۳ ۴− | ۷۱ ۱ ۹− | ۵۷ ۸− ۱۲− |
| میانگین بالاترین و پایین‌ترین دما به مقیاس سانتیگراد |            |           |          |          |         |         |         |         |          |         |           |
| بارندگی به مقیاس میلی‌متر                            |            |           |          |          |         |         |         |         |          |         |           |
| منبع:                                               |            |           |          |          |         |         |         |         |          |         |           |

| مقیاس فارنهایت و اینچ                              | مقیاس فارنهایت و اینچ | مقیاس فارنهایت و اینچ | مقیاس فارنهایت و اینچ | مقیاس فارنهایت و اینچ | مقیاس فارنهایت و اینچ | مقیاس فارنهایت و اینچ | مقیاس فارنهایت و اینچ | مقیاس فارنهایت و اینچ | مقیاس فارنهایت و اینچ | مقیاس فارنهایت و اینچ | مقیاس فارنهایت و اینچ |
| -------------------------------------------------- | --------------------- | --------------------- | --------------------- | --------------------- | --------------------- | --------------------- | --------------------- | --------------------- | --------------------- | --------------------- | --------------------- |
| ژ                                                  | ف                     | م                     | آ                     | م                     | ژ                     | ژ                     | آ                     | س                     | اُ                     | ن                     | د                     |
| ۱٫۴ ۱۴۳                                            | ۵٫۸ ۱۶۳               | ۷٫۷ ۳۲۱۲              | ۴٫۵ ۴۸۱۹              | ۲ ۵۹۳۰                | ۰٫۵ ۶۸۳۹              | ۰٫۶ ۷۷۴۶              | ۰٫۴ ۷۹۴۵              | ۱٫۱ ۷۲۳۹              | ۱٫۸ ۵۵۲۵              | ۲٫۸ ۳۴۱۶              | ۲٫۲ ۱۸۱۰              |
| میانگین بالاترین و پایین‌ترین دما به مقیاس فارنهایت |                       |                       |                       |                       |                       |                       |                       |                       |                       |                       |                       |
| بارندگی به مقیاس اینچ                              |                       |                       |                       |                       |                       |                       |                       |                       |                       |                       |                       |

| ژ                                                   | ف          | م         | آ        | م        | ژ       | ژ       | آ       | س       | اُ        | ن       | د         |
| ۳۵ ۱۰− ۱۶−                                          | ۱۴۸ ۹− ۱۶− | ۱۹۶ ۰ ۱۱− | ۱۱۵ ۹ ۷− | ۵۲ ۱۵ ۱− | ۱۳ ۲۰ ۴ | ۱۶ ۲۵ ۸ | ۱۰ ۲۶ ۷ | ۲۹ ۲۲ ۴ | ۴۶ ۱۳ ۴− | ۷۱ ۱ ۹− | ۵۷ ۸− ۱۲− |
| میانگین بالاترین و پایین‌ترین دما به مقیاس سانتیگراد |            |           |          |          |         |         |         |         |          |         |           |
| بارندگی به مقیاس میلی‌متر                            |            |           |          |          |         |         |         |         |          |         |           |
| منبع:                                               |            |           |          |          |         |         |         |         |          |         |           |

| مقیاس فارنهایت و اینچ                              | مقیاس فارنهایت و اینچ | مقیاس فارنهایت و اینچ | مقیاس فارنهایت و اینچ | مقیاس فارنهایت و اینچ | مقیاس فارنهایت و اینچ | مقیاس فارنهایت و اینچ | مقیاس فارنهایت و اینچ | مقیاس فارنهایت و اینچ | مقیاس فارنهایت و اینچ | مقیاس فارنهایت و اینچ | مقیاس فارنهایت و اینچ |
| -------------------------------------------------- | --------------------- | --------------------- | --------------------- | --------------------- | --------------------- | --------------------- | --------------------- | --------------------- | --------------------- | --------------------- | --------------------- |
| ژ                                                  | ف                     | م                     | آ                     | م                     | ژ                     | ژ                     | آ                     | س                     | اُ                     | ن                     | د                     |
| ۱٫۴ ۱۴۳                                            | ۵٫۸ ۱۶۳               | ۷٫۷ ۳۲۱۲              | ۴٫۵ ۴۸۱۹              | ۲ ۵۹۳۰                | ۰٫۵ ۶۸۳۹              | ۰٫۶ ۷۷۴۶              | ۰٫۴ ۷۹۴۵              | ۱٫۱ ۷۲۳۹              | ۱٫۸ ۵۵۲۵              | ۲٫۸ ۳۴۱۶              | ۲٫۲ ۱۸۱۰              |
| میانگین بالاترین و پایین‌ترین دما به مقیاس فارنهایت |                       |                       |                       |                       |                       |                       |                       |                       |                       |                       |                       |
| بارندگی به مقیاس اینچ                              |                       |                       |                       |                       |                       |                       |                       |                       |                       |                       |                       |

## مشاهیر
ابوالمعانی میرزا عبدالقادر بیدل دهلوی:
ابوالمعانی میرزا عبدالقادر بن عبدالخالق ارلاس، (۱۰۵۵–۱۱۳۳) متخلص به بیدل، و نیز مشهور با نام بیدل دهلوی، شاعر پارسی‌سرای سبک هندی در اواخر قرن یازدهم و اوایل قرن دوازدهم هجری است.
دایرةالمعارف افغان افزود: ابو المعانی میرزا عبدالقادر بیدل فرزند میرزا عبدالخالق اصالتاً متعلق به ولسوالی خوست و فرنگ ولایت بغلان افغانستان است، بنا به مسایلی به هندوستان رفت و شاعر ملکوتی اورنگ‌زیب پادشاه شد. به این دلیل که دو دختر اورنگ زیب در هنگام اعزام به ولسوالی خوست ازدواج کرده بودند، هر هدیه یی به خراسان مخصوصاً به ولسوالی خوست ارسال می‌شد.
پدر بیدل که شغل سپاهی داشته قطعاً از خراسان به هند رفته بوده‌است. پوهاند سرورِ همایون به استناد بابرنامه می‌گفت، بیشتر فرماندهان سپاهِ بابر از همین خوست و فرنگ بودند که امروز جزو بغلان است. پوهاند همایون می‌گفت پس از آنکه بابر به قدرت رسید برای خوستی‌ها هدایای زیادی فرستاد. محمود داداش رستمی در صفحه ۲۰۹ مقاله اش زیر عنوان بیدل در آینه تاریخ می‌نویسد: «بیدل از خوستِ بدخشان از توابع قطغن می‌باشد». او هم به استناد دانشنامه ادب فارسی استدلال می‌کند که «بسیاری از شاعران، عالمان و منصب داران سپاه و مردمان خوست از آن دیار به دربار شاهانِ مغولی شتافتند. اما در مورد خوست اگر شبهه‌ای باشد علامه دهخدا به نقل از معجم البلدان می‌گوید:» خوست . [خ َ] (اِخ) ناحیتی از نواحی طخارستان و از اعمال بلخ، آنرا یک قصبه و چهاردرهٔ سبز و خرم و پردرخت.
ازین دو شعر بیدل نیز دانسته می‌شود که نسبت ایشان به همین دیار (خوست و فرنگ) است:
ز بس‌که نسخهٔ تحقیق ما پریشان است
نظر به‌کاشغر و دل به خوست می‌باشد
به تر دماغی هوش تو جهل می‌خندد
کز اهل هند عبارات خوست می‌پرسی
غزلیات - بیدل دهلوی
و بعضی مبابع زادگاه ایشان را ولایت بدخشان افغانستان می‌دانند.
و بعضی دیگر گویند:
«ابوالمعانی میرزا عبدالقادر بیدل» فرزند «میرزا عبدالخالق» در سال ۱۰۵۴هـ. ق در پتنه در ایالت بهار هندوستان به دنیا آمد و در آنجا رشد کرد و تربیت یافت. سال تولد او از «انتخاب» و «فیض قدس» در می‌آید. او شاعر پارسی‌گوی است که از ترکان جغتایی برلاس یا ارلاس بدخشان بود؛ وی بیشتر عمر خود را در شاه جهان‌آباد دهلی زندگی کرد و آثار منظوم و منثور خود را ایجاد کرد.
او در سال ۱۰۷۹ ه‍.ق بخدمت محمداعظم بن اورنگ زیب پیوست. سپس، به سیاحت پرداخت، و سرانجام، در «سال ۱۰۹۶ ه‍. ق» در دهلی سکنی گزید، و نزد آصف جاه اول، (نظام حیدرآباد) دکن منزلت بلند داشت.
بیدل در روز پنج‌شنبه چهارم صفر سال «۱۱۳۳ ه‍. ق» در دهلی زندگی را بدرود گفت و در صحن خانه‌اش، در جایی که خودش وصیت کرده بود، دفن گردید.
ابو صالح خوستی ( الخاستی ):
-در مورد ابوصالح خوستی در دایرة المعارف چنین آمده‌است.
ابو صالح حکم ابن مبارک خوستی از جمله روات ثقه و تبع تابعین و حافظ قرآن کریم و معاصر امام قتیبه، متقی و متورع بوده و از مالک ابن انس و حماد ابن زید اخذ حدیث نموده و عبدالله بن عبدالرحمن سمرقندی و دیگران هم از وی حدیث استماع نموده‌اند. وفاتش به روایت سمعانی در ملک «ری» در سال ۲۱۳ هجری واقع شده‌است
الحاج سناتور مولوی عبدالولی راجی:
الحاج مولوی عبدالولی» راجی»،  فرزند مرحوم مولوی صاحب محمد عارف خان» مشتاق» رح فرزند مولانا عبدالغفور که بتاریخ بیست و نهم ماه دلو سال ۱۳۵۲ در قریه وغو ولسوالی خوست متولد گردیده.
از آوان طفولیت در دامان علم پرور خانواده در نزد پدر بزرگوار و برادر ارشد خود محترم مولوی عبدالهادی» نادم» تحت تربیه و تعلیم قرار گرفته.
در سن بیست و پنج سالگی تمام علوم مروج زمان را موفقانه به پایان رسانیده دستار فضیلت بست. بلافاصله در مدارس دینی مختلفی به تدریس اندوخته‌های خویش پرداخت، که صدها شاگردان را در علوم اسلامی تحت تعلیم قرار داده در علوم و فنون مروجه وقت دارایی ید طولی و سر آمد روزگارش پنداشته می‌شد.
در سال ۱۳۸۳ عازم بیت الله شریف گردیده در جریان مراسم حج با علماء و مشایخ حرمین شریفین کسب تعارف و بعد از مناظره و مباحثات با اوشان مورد تمجید و تقدیر قرار گرفت.
در سال‌های بعد وارد میدان کارزار انتخاباتی گردیده با گرفتن آرائی کافی از تمام حوزه‌های ۱۴ گانه به ویژه حوزه‌های خوست، فرنگ و گزرگاه نور به صفت وکیل منتخب در شورای ولایتی و بعداً به صفت سناتور انتخابی به مجلس سنای کشور راه یافته با گرفتن آرای اکثریت سناتوران کشور به حیث منشی اول در مجلس سنای پارلمان افغانستان انتخاب گردید.
در این مدت چندین بار به نماینده گی از افغانستان در کنفرانس‌های متعدد اشتراک و سخنرانی داشته من جمله کنفرانس حمایت از انتفاضه فلسطین منعقد در تهران که سخنرانی وی دران وسیله تعارف و دوستی اش با آقای خالد مشعل رئیس جنبش حماس فلسطین گردیده و نیز در راس هیاتی از مجلسین شورای ملی به کشورهای پاکستان، هندوستان، فلیپین، ترکیه و غیره بوده‌است.
موصوف آثار و نوشته‌های هم دارند که من جمله رساله بیان حقیقت و مجموعه اشعار راجی و زیور طبع. همچنان بر خی آثار دیگر شان همچون زن در آئینه شریعت و اژدها در آستین تا هنوز چاپ نگردیده‌است.
استاد امیرجان مقبل:
استاد امیرجان مقبل در دهکدهٔ «وغو» ولسوالی خوست ولایت بغلان دیده به جهان گشود. استاد مقبل، نویسنده، شاعر، مرد پر شور، دراک و زیبا قلمی بود. وی تحصیل یافتهء دارالمعلمین اساسی قندز و از جمله پیشتازان تحریک جوانان مسلمان به شمار می رفت که از مناظر مختلف، چون قلم شیوا، فهم تند، غرور بلند و جوانمردی میان دوستان و همرزمان خود، معروف و زبانزد بود و تا هنوز هم یاد  می شود. او (تعذیب شدهء زندان مخوف حزب دموکراتیک)، مجال یافت تا مدتی را با همسنگران سپری نماید و سپس با رفتن نا بهنگام، داغ های حسرتباری را بدل دوستان بجا بگذارد؛
یادداشت: شرح احوال بیشترشان در کتاب ( یادنامهء شهداء و فرهیختگان خوست) به ثبت رسیده، دوستان علاقمند که در کابل اند، می توانند آن کتاب را از کتابخانهء دفتر شورای مردمی خوست و فرنگ و گذرگاه نور، واقع حصهء اول خیرخانه، بدست آورده و علاوه از وی، با چهره های بیشتری از شهداء و بزرگان خوست و فرنگ آشنا شوند.
دکتور میرزا محمد روستایی
دکتور میرزا محمد روستایی یک شخصیت دانشمند، فرهیخته، علمی، یک نویسنده‌ی فهیم، و از چهره های سرشناس جامعهٔ علمی افغانستان می باشد. وی در دهکدهٔ «وغو» شهرستان «خوست و فرنگ» ولایت «بغلان» چشم به جهان گشود.
دکتور روستایی تحصیلات خود را تا درجهٔ دکترا در رشتهٔ ادبیات در کشور تاجیکستان به پایان رسانیده است.
وظایف و سمت ها بگونۀ متناوِب:
- ریاست امور ورثۀ شهدأ و معلولین.
- سرپرستی ریاست معارف در ولایت بغلان.
- عضو علمی شعبۀ زبان و ادب پارسی دری / مرکز زبانها و ادبیات  اکادمی علوم.
- معاونیت اتحادیۀ خبرنگاران افغانستان/ کابل.
- ریاست کتابخانۀ اکادمی علوم/ کابل. 
- ریاست نشرات اکادمی علوم.
- ریاست اسناد و ارتباطات اکادمی علوم.
- ریاست دانشگاه رویان.
نام آثار علمی چاپ شده: 
- مولانا خسته از نظر دوستان و معاصرینش.
- شناختی از میرزا عبدالقادر بیدل(رح).
- بررسی تحولات اخیر در شوروی سابق... .
- استوار ترین قامت جاویدانۀ تاریخ افغانستان. 
- اساسات حقوق بشر در اسلام.
- عارف چاه آبی و ویژه گیهای اشعارش.
- بازتاب تحولات آسیای مرکزی در اشعار عارف چاه آبی.
نام آثار چاپ ناشده:
- نهضت اسلامی افغانستان (موجود در آرشیف دایرة المعارف جهادی معاصر افغانستان).
- بررسی احوال مهاجرین تاجیکستان در سه ولایت شمال (آمادۀ چاپ).  
- بررسی و ثبت احوال مهاجرین افغانستان در مربوطات ایالت شمال غربی پاکستان،(موجود در آرشیف دایرة المعارف جهادی معاصر افغانستان). 
- بررسی بحران فعلی و ضرورت ایجاد صلح در افغانستان (آمادۀ چاپ).  
محمد اکرام اندیشمند
در سال 1336 خورشیدی (1957عیسوی ) در دهکده قلعه کهنه ولسوالی خوست ولایت بغلان چشم به جهان گشود.  دوران ابتدایی و متوسط را در مکتب بازار تگاب دهنه خواند و دوران ثانوی را در لیسه مرکز خوست به انجام رساند. در سال 1355 خورشیدی به دانشکده ادبیات و علوم بشری دانشگاه کابل راه یافت و از رشته اجتماعی ات(جغرافیه و تاریخ) این دانشگاه فارغ شد. وی پس از حمله نظامی شوروی به صف جهاد و مقاومت پیوست. طی سی سال اخیر (1981-2010عیسوی) در بخش های مختلف فرهنگی، کار رسانه ای و تعلیم و تربیه وظایف مختلفی را در داخل و خارج کشور چون: آمر مکاتب داخل افغانستان، رئیس مطبوعات داخلی حکومت موقت ، رئیس رادیو صدای افغانستان، رئیس نشرات رادیو افغانستان، مدیر مسئول نشریه سنگر، مدیر مسئول هفته نامه مجاهد، سر دبیر هفته نامه پیمان، مشاور فرهنگی و نشراتی در وزارت معارف و مجلس سنا به انجام رساند. نویسندگی را از سال 1356 آغاز کرد و از آن سال تا اکنون صدها مقاله و ده ها رساله و کتاب در مسایل مختلف تاریخی، سیاسی، اجتماعی و فرهنگی نوشت. افزون بر صدها مقاله در مطبوعات چاپی و برفی آثار زیر از وی به شکل کتاب به چاپ رسیده است:
1: شیوه های علمی جنگ 
2: سفر حج 
3: بزم شاعر 
4: هشت مقاله 
5: روش زمام داری 
6: فتح کابل 
7: جنگ نفت 
8: خاتم النبیین
9: ما و پاکستان 
10: صبح کاذب 
11: آمریکا در افغانستان 
12: کابوس سرخ
13: معارف عصری افغانستان 
14: نگاه تحلیلی به تاریخ سیاسی اسلام 
15: منازعه دیورند و عقلانیت سیاسی 
16: کشمیر 
17: حاکمیت کمونیزم در افغانستان 
18: سالهای تجاوز و مقاومت 
19: نهضت اسلامی افغانستان، دولت مجاهدین، امارت طالبان و جمهوری اسلامی افغانستان و ده ها کتاب های دیگر...